# Maurice Xhrouet
Maurice Xhrouet, nacido el año 1892 en Verviers y fallecido el 1992 en Linkebeek, fue un escultor estatuario en Uccle. Artista de vanguardia, fue premiado en la bienal de Venecia en 1922, recibió el Premio Nacional de las Bellas Artes de Bélgica por el conjunto de su obra en 1957. Fue amigo íntimo del pintor flamenco de Drogenbos, Félix De Boeck.
Mau Xhrouet escribió en 1923: « Plus une admiration est grande, plus l’infériorité de l’admirateur l’est aussi. Pouvoir se dire sans aucune fatuité en regardant son œuvre : c’est bien, n’est ce pas un bonheur plus grand que d’entendre les félicitations d’admirateurs ? ».

## Obras

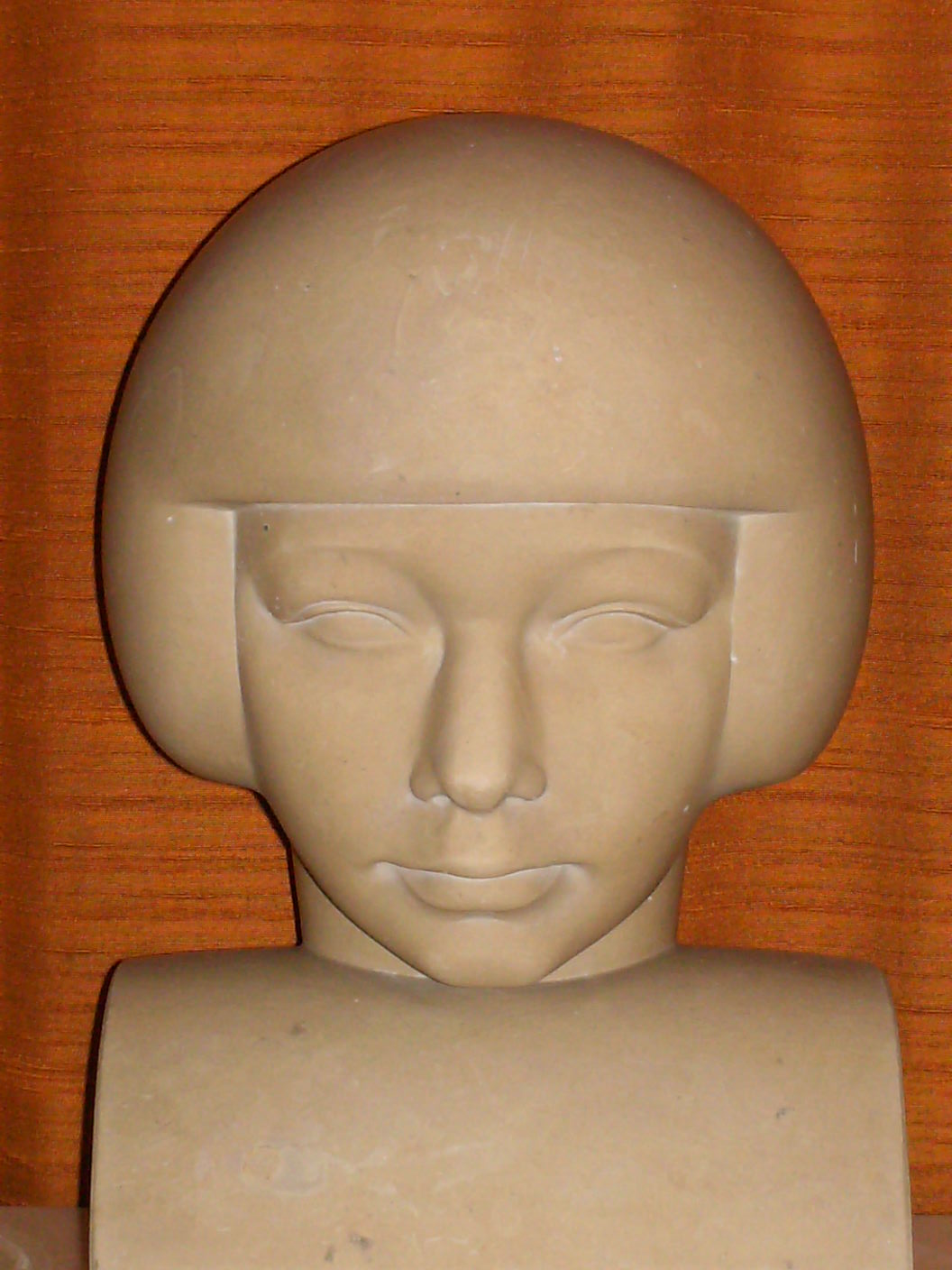
Mymi l'égyptienne, Mau Xhrouet, 1923

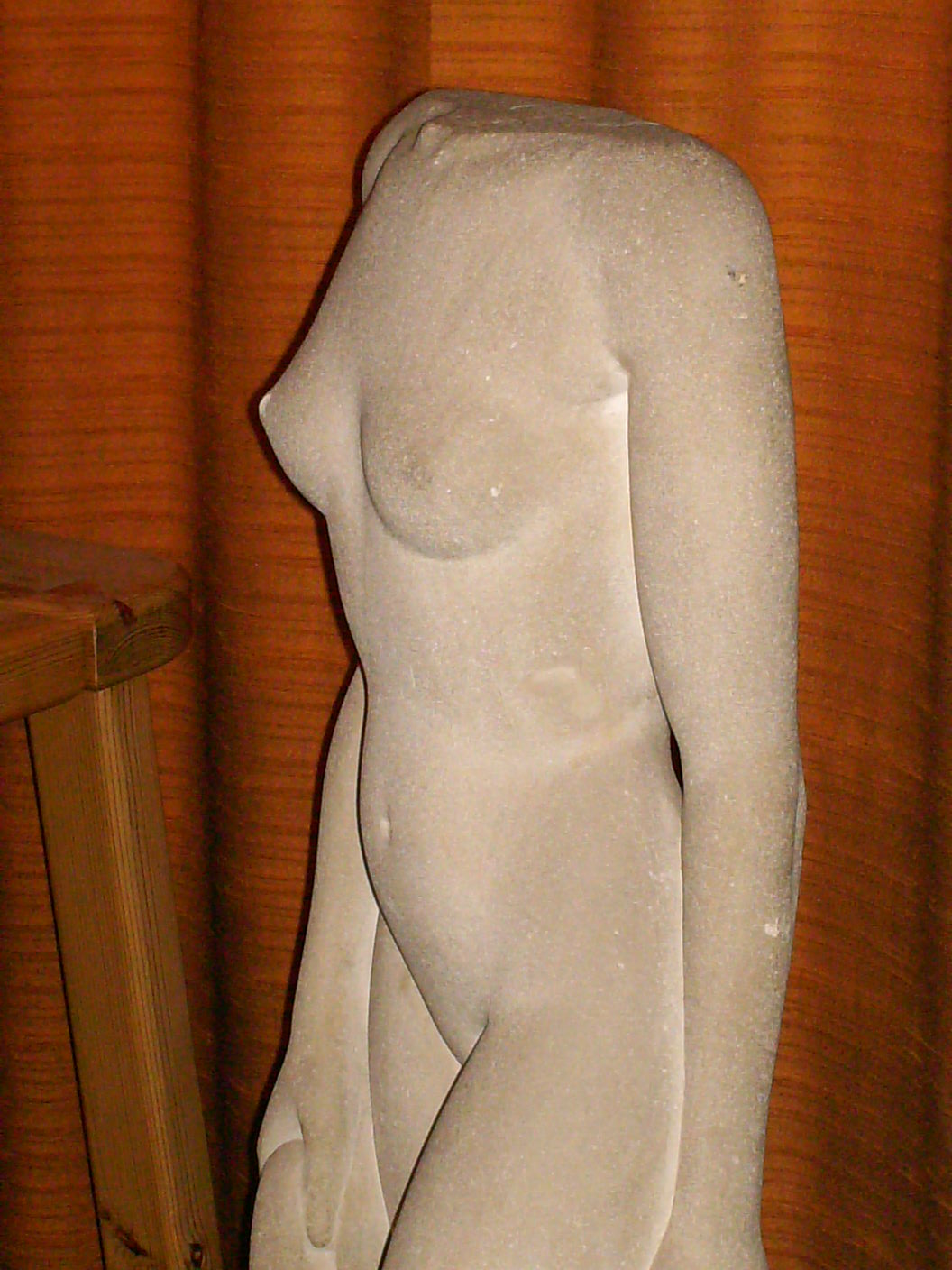
Torce (torso), Mau Xhrouet, ca. 1940

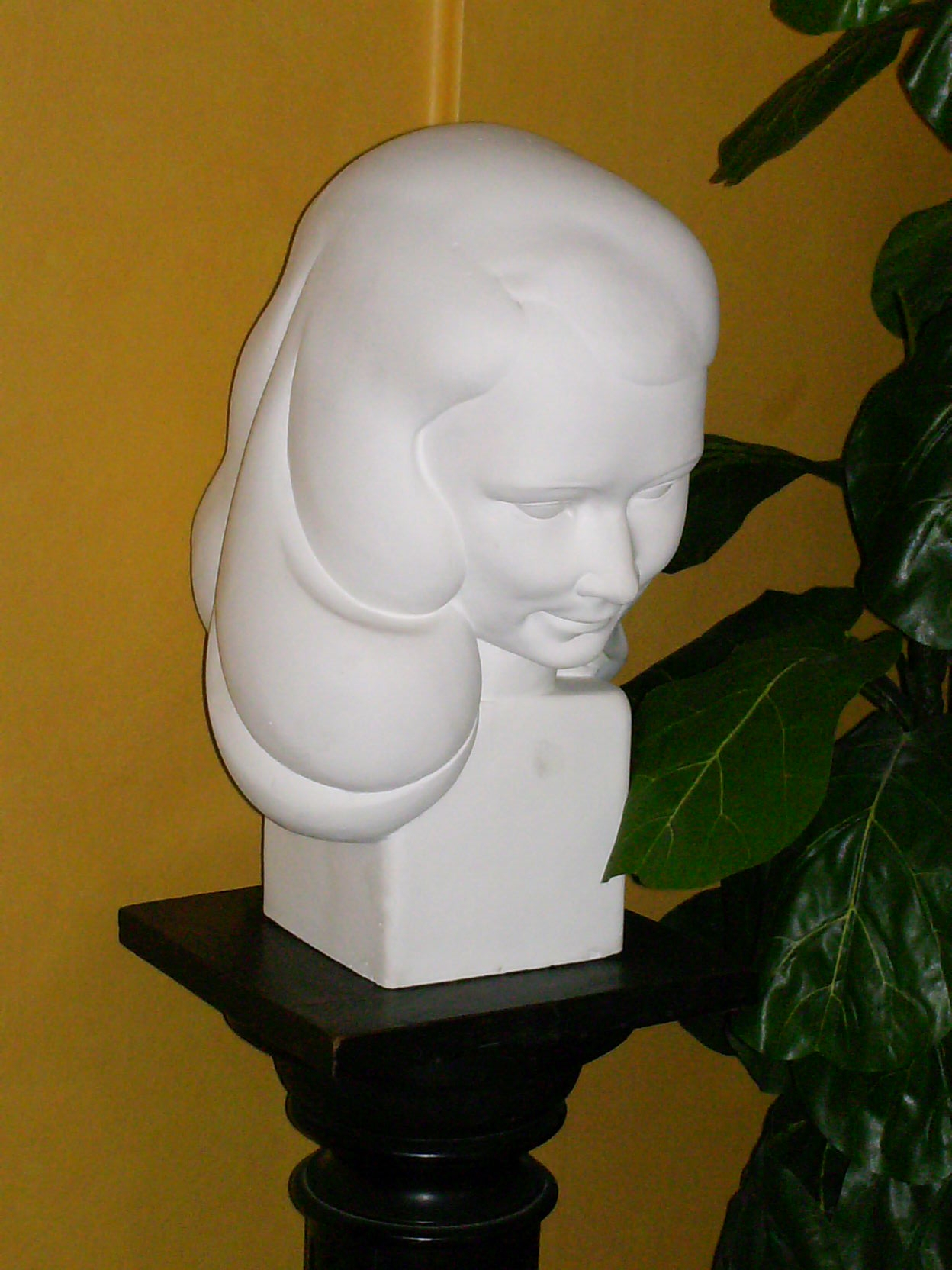
La Bonté, Mau Xhrouet, ca. 1950

Joost De Geest, crítico de arte, escribió: "Después de la Primera guerra, la generación de la vanguardia aspiraba a un arte comunitario de forma estricta, junto con las mejores intenciones de la sociedad. Pero resultó ser una ilusión creer que la sociedad podría aceptar el lenguaje abstracto, percibido como teórico. El choque y el colapso del mercado del arte, alrededor de 1930, desembocó en un retorno del arte clásico (es decir: figurativo), mientras que la versión mundana de la vanguardia, el Art-decó, siguió teniendo éxito comercial en los palacios flotantes, casas de lujo y exposiciones universales.
Maurice Xhrouet, en la década de 1920 formó parte de una serie de círculos artísticos como l'Hélice, en donde se debatió con vehemencia sobre la plástica pura y el arte comunitario. Expuso con este grupo en el año 1923. En 1924, participó en la Bienal de Venecia, donde se exhibieron varias obras cubistas. En 1925, la revista Nervie publicó una breve biografía de él. En noviembre de ese año, participó en la exposición "Un grupo de pintores constructores" en el hotel Ravenstein en Bruselas. A continuación, participó en la Exposición de Artes Decorativas en Monza con un estand de arte abstracto. En "La sculpture en Belgique 1830-1930" se encuentra el siguiente comentario: "Con Maurice Xhrouet llegamos al umbral del extremismo: aunque sus grupos se realizan siguiendo la tendencia cubista, siguen siendo legibles en su balance". Xhrouet se ve entonces adscrito a un grupo que ocupa una posición intermedia entre lo que puede ser todavía entendido por el público y la abstracción completa.
Las Exposiciones Universales e Internacionales ofrecieron a Xhrouet la oportunidad de dejar a su imaginación expresarse con libertad. Así, se pudieron admirar las obras de Xhrouet en la explanada de las Naciones de la Exposición Internacional de Amberes en 1930, su contribución al Pavillon du gaz de la Exposición Mundial de Bruselas en 1935, en la Internacional de París en 1937 y en la Exposición Internacional del Agua en Lieja en 1939. Podemos decir que su producción en los años 1920 y 1930, se parecía misteriosamente a lo que entonces era visto a escala internacional como el arte moderno.
En el transcurso de la década de 1930, el estilo de Xhrouet evolucionó hacia una fase más figurativa y conoció la influencia del arte egipcio. En 1941, recibió muy buenas críticas por su exposición en la Galerie Vé Bé. En 1946, recibió el premio Braecke por su Torso que fue un éxito después del Salón cuatrienal de Amberes y en el Palacio de Bellas Artes de Bruselas. En 1947, recibió el Premio de la Bienal de Bellas Artes de su país natal por el conjunto de su obra. Xhrouet escribió: "La obra no es, en mi opinión, obra de arte sino por la generosidad del que la hizo nacer y la generosidad que en ella reside y que de alguna manera, irradia al espectador ". Maurice Carême escribió en 1952 acerca de Xhrouet "Me gusta su trabajo lleno de sensibilidad."
"En la manera dulce de la música de Bach, he encontrado la forma escindida todo lo que hace la vida cotidiana, que siempre fue tan lejos de usted que vive en su lugar entre las estrellas. Su visión interna de las cosas es su recompensa. Las líneas, las formas inscritas en el medio de su corazón que ha creado a lo largo de su existencia ... Con amor y admiración, mis manos a las suyas." Akarova, 1972.

## Biografía
Maurice Xhrouet nació en Verviers el 6 de diciembre de 1892. A la edad de seis años, llegó a Bruselas, al 192 de la Rue Royale, donde su padre abrió la Maison Charles Xhrouet, fábrica de marcos para cuadros. El ambiente era propicio para el deseo de trabajar el dibujo y la escultura. Al mismo tiempo, el joven Maurice se encuentra a la vez inmerso en el espíritu emprendedor de la época y en la tradición cultural y artística de su familia. A los 12 años, se inscribió en clases nocturnas de la vecina Academia de Bellas Artes de Saint-Josse-ten-Noode, considerada progresista. Para desesperación de su padre, quien le habría gustado más, tenerlo de sucesor en los negocios familiares, Maurice Xhrouet se inscribe en 1908 en la Real Academia de Bellas Artes de Bruselas a tiempo completo. Obtuvo una serie de primeros premios en dibujo y escultura.
La movilización en 1914 de la compañía universitaria le llevó al frente del Yser. Gravemente herido por una infección bucal, fue recogido en abril de 1915 por la condesa de la Vieuville en el castillo de Tourdelin en Saint-Thual ( Rennes ). Una sala del castillo se transformó en su estudio. Dibujó, pintó, esculpió una cincuentena de obras y retratos, en su mayoría muy próximos al estilo académico. Tuvo la oportunidad de viajar también a Nantes, Lyon, Chambéry, Cannes, París, y se sumergió en las escuelas y tendencias artísticas del momento.
En 1919, regresó a Bruselas y se casó con Caroline De Kesel, hija del pintor y escultor de Gante, Premio de Roma, Karel De Kesel, a quien conoció en la Academia de Bruselas antes de la guerra. Ese mismo año, conoció al pintor Félix De Boeck, en su granja en Drogenbos con quien compartió la amistad y el enfoque artístico.
En el piso de su primer estudio de Waterloo, en Ma Campagne (Ixelles), rompió con las tradiciones recibidas y comenzó a expresarse de una forma nueva. La línea, el color y la forma buscan dar una nueva apariencia. Para liberar completamente su arte de las limitaciones materiales, comienza su actividad dentro de un arte alimentario, la creación de diseños de bordado para varios fabricantes de ropa interior.
En 1921, participó en su primera exposición en la galería principal de los Museos Reales de Arte e Historia, junto con el pintor Marcel Baugniet. Sus estudios de arte abstracto están cargados una increíble fascinación; pasó del modelo al croquis académico para comenzar la verdadera investigación de la expresión moderna. Participó entonces en varios círculos de vanguardia. Se escribió sobre él: "... tal vez la escultura de Xhrouet informa al público de lo que debería ser la verdadera escultura decorativa y al mismo tiempo, la verdadera arquitectura, porque expresa más de lo que realmente parece expresar y contiene en su interior el nivel de construcción de la arquitectura. "
En 1924, Maurice se trasladó al 45 de la calle Robert Scott, (50°47′56″N 4°20′18″E / 50.79889, 4.33833) en el distrito de Uccle de Bruselas, en una casa junto con un taller, construida por el arquitecto Hoeben en las líneas modernistas de la época. Continuó su investigación, a menudo destruyendo el trabajo realizado en cuanto al problema plástico planteado parecía resuelto.
En la década de 1930, Maurice Xhrouet parece resumir sus años de investigación e incorpora a su obra la influencia del arte egipcio: "La estilización de las obras de Xhrouet de ninguna manera impide que se mantengan "en la vida. Esta es una "culminación" de una simplicidad sorprendente que pocos artistas pueden lograr... "
En 1946, ganó el Gran Premio de Pierre Braecke por su "Torso" y luego en 1947, el Premio Bienal de Bellas Artes por el conjunto de su obra. Henri Kerels escribió en el diario La Lanterne de ese año: « … Maurice Xhrouet es el escultor que puede dar a sus creaciones un sentido decorativo y al mismo tiempo mantener un carácter profundamente humano. Su diseño pura y únicamente escultórico guía su mano hacia una simplificación constructiva de los volúmenes y está destinado a darnos obras plenas y armoniosas. Este proceso creativo conduce a la síntesis y refuerza la expresión. Existen pequeñas esculturas de cabezas de niños realizadas por Xhrouet que son grandes esculturas. Estos retratos dan una dulzura maravillosa y una inocente maldad de los mocosos. Sus retratos de adultos son profundos, sus desnudos dignos y elegantes, sus animales nobles. Una vida tranquila anida dentro de la generalidad de sus obras. El busto más grande que el natural del poeta Edmond Vandercamen, contiene todas las cualidades de distinción, de expresión, vida interior, simplificación, sentido decorativo, que tenemos que destacarlo… ». 
En ela década de 1950, continuó su trabajo al participar en el círculo del Centro de Arte Uccle. También se interesó más específicamente en la escultura al aire libre mediante la participación en la Bienal Nacional de « La Sculpture de Plein Air », celebrada en los jardines de la Casa de Erasmo de Anderlecht. Expuso el lado de Akarova y de las obras de la reina Isabel de Bélgica, mecenas de las artes, a la que debe haber superado con éxito su convalecencia en Rennes desde 1915 hasta 1919. También participó con su amigo, el arquitecto Josse Franssen en las reflexiones y las realizaciones para la integración de la imagen en la arquitectura de la época, podemos ver un ejemplo en la casa Brugmann de la Avenue Brugmann, Bruxelles (Uccle).
Maurice Xhrouet realizó su última obra escultórica en 1960 a la edad de 68 años. Luego continuó su trabajo en la pintura. Poco a poco afectado por la ceguera, dejó su taller en Uccle en 1980 a la edad de 87 años, y se apagó pacíficamente en Linkebeek en 1992 en el año de su centenario.

## Enlaces relacionados
- Félix De Boeck de la Wikipedia en francés (también en holandés)
- Akarovade la Wikipedia en francés (también en inglés)
- Godefroid Xhrouet de la Wikipedia en francés
- Isabel Gabriela de Baviera